# Federico I d'Atene
Federico I d'Atene (... – Messina, 11 luglio 1355) è stato un nobile italiano, fu duca di Atene e Neopatria dal 1348 alla sua morte, oltre che conte di Malta. Succedette a suo padre Giovanni, marchese di Randazzo, dei soli possedimenti in Grecia dopo la sua morte di peste nera, ma anche lui morì della stessa malattia sette anni dopo.
Federico non prese mai possesso dei suoi ducati greci; li fece governare da dei vicari da lui nominati. Durante questo periodo, il ducato di Atene fu coinvolto in una guerra contro Genova per la supremazia nell'Egeo, essendo un alleato di Venezia; era inoltre oggetto da continue scorrerie dei corsari turchi, e in questo periodo, l'esercito ottomano iniziò la sua conquista dei Balcani. 
Federico fu un signore assente per tutto il suo regno, anche se il suo reggente Blasco II di Alagona, lo spinse a visitare il suo ducato nel 1349. Federico nominò Ramón Bernardi come suo vicario generale lì, ma quest'ultimo fu osteggiato dal baronaggio, che richiese la sua rimozione dal potere poco prima che il duca morisse. Federico morì giovane e fu sepolto a Palermo.
Come suo padre, Federico morì di peste. Non avendo eredi, gli succedette il suo parente più prossimo della casa reale siciliana, lo stesso re Federico IV. Anche se la famiglia fiorentina degli Acciaiuoli aveva preso il potere ad Atene con la forza nel 1388, i re di Sicilia mantennero le loro pretese. Dal 1412 il Regno di Sicilia fu in unione personale con il Regno d'Aragona e quando quest'ultimo entrò nel Regno di Spagna, il titolo di Duca di Atene e Neopatria entrò a far parte del titolario reale spagnolo ed è incluso ancora oggi.

## Ascendenza
|                         |   |                        | Genitori              |  |  | Nonni |  |  | Bisnonni              |  |  | Trisnonni           |  |
|                         |   |                        |                       |  |  |       |  |  | Pietro III di Aragona |  |  | Giacomo I d'Aragona |  |
|                         |   |                        |                       |  |  |       |  |  | Pietro III di Aragona |  |  | Giacomo I d'Aragona |  |
|                         |   | Iolanda d'Ungheria     |                       |  |  |       |  |  | Pietro III di Aragona |  |  |                     |  |
| Federico III di Sicilia |   |                        |                       |  |  |       |  |  | Pietro III di Aragona |  |  |                     |  |
|                         |   | Costanza II di Sicilia | Manfredi di Sicilia   |  |  |       |  |  |                       |  |  |                     |  |
|                         |   | Costanza II di Sicilia | Manfredi di Sicilia   |  |  |       |  |  |                       |  |  |                     |  |
|                         |   | Costanza II di Sicilia | Beatrice di Savoia    |  |  |       |  |  |                       |  |  |                     |  |
| Giovanni d'Aragona      |   | Costanza II di Sicilia |                       |  |  |       |  |  |                       |  |  |                     |  |
|                         |   | Carlo II di Napoli     | Carlo I d'Angiò       |  |  |       |  |  |                       |  |  |                     |  |
|                         |   | Carlo II di Napoli     | Carlo I d'Angiò       |  |  |       |  |  |                       |  |  |                     |  |
|                         |   | Carlo II di Napoli     | Margherita d'Angiò    |  |  |       |  |  |                       |  |  |                     |  |
| Eleonora d'Angiò        |   | Carlo II di Napoli     |                       |  |  |       |  |  |                       |  |  |                     |  |
|                         |   | Maria d'Ungheria       | Stefano V d'Ungheria  |  |  |       |  |  |                       |  |  |                     |  |
|                         |   | Maria d'Ungheria       | Stefano V d'Ungheria  |  |  |       |  |  |                       |  |  |                     |  |
|                         |   | Maria d'Ungheria       | Elisabetta dei Cumani |  |  |       |  |  |                       |  |  |                     |  |
| Federico I d'Atene      |   | Maria d'Ungheria       |                       |  |  |       |  |  |                       |  |  |                     |  |
|                         | … | …                      |                       |  |  |       |  |  |                       |  |  |                     |  |
|                         | … | …                      |                       |  |  |       |  |  |                       |  |  |                     |  |
|                         | … | …                      |                       |  |  |       |  |  |                       |  |  |                     |  |
| Pietro Lancia           | … |                        |                       |  |  |       |  |  |                       |  |  |                     |  |
|                         |   | …                      | …                     |  |  |       |  |  |                       |  |  |                     |  |
|                         |   | …                      | …                     |  |  |       |  |  |                       |  |  |                     |  |
|                         |   | …                      | …                     |  |  |       |  |  |                       |  |  |                     |  |
| Cesarina Lancia         |   | …                      |                       |  |  |       |  |  |                       |  |  |                     |  |
|                         |   | …                      | …                     |  |  |       |  |  |                       |  |  |                     |  |
|                         |   | …                      | …                     |  |  |       |  |  |                       |  |  |                     |  |
|                         |   | …                      | …                     |  |  |       |  |  |                       |  |  |                     |  |
| …                       |   | …                      |                       |  |  |       |  |  |                       |  |  |                     |  |
|                         |   | …                      | …                     |  |  |       |  |  |                       |  |  |                     |  |
|                         |   | …                      | …                     |  |  |       |  |  |                       |  |  |                     |  |
|                         |   | …                      | …                     |  |  |       |  |  |                       |  |  |                     |  |
|                         |   | …                      |                       |  |  |       |  |  |                       |  |  |                     |  |